# 自助行為 (法律)
自助行為（英語：Self-help (law)）又可稱之自救行為、自力救濟，是部分國家與地區法學術語（例如美國、台灣、德國），是指一種行為，最重要即為阻卻違法，自助行為指的就是所謂的自救行為，在法律上是合法的，只要在自救過程中不過當，皆可。但跟正當防衛相比，自助行為也可稱是指在求救時，所做出屬於刑法的緊急避難之行為，因此，可以指行為為緊急避難與正當防衛之廣義解釋。

## 名詞定義
自助行為其實並不僅是一個法律或行為名稱，而是一個屬於概括名詞的使用，它包括了正當防衛、緊急救援、緊急避難等，屬於須立刻可以保護自己或別人的身命財產安全之行為，皆可納入此詞（而正當防衛僅適用於保護自己）。

## 行為情況
在受到了非法侵害或侵權行為之時，雖然應事後告訴，但為了立即阻止違法，可採用的行為，當然前文提到的為了避難而違法也算，包括正當防衛、緊急避難。本身如果在正常的情況下，行為是違法的，但為了避免，而逼不得已採取的非法行為，這時回歸法律才算是不違法的。
大部分的情況會是，受到他人攻擊之正當防衛，又或是在逃難時之必要，攻擊他人或搶奪逃生必需品，會統稱為自助行為。

## 法律依據（台灣）
依《中華民國民法》
- 第151條：

為保護自己權利，對於他人之自由或財產施以拘束、押收或毀損者，不負損害賠償之責。但以不及受法院或其他有關機關援助，並非於其時為之，則請求權不得實行或其實行顯有困難者為限。
- 第152條：

依前條之規定，拘束他人自由或押收他人財產者，應即時向法院聲請處理。

前項聲請被駁回或其聲請遲延者，行為人應負損害賠償之責。
依《強制執行法》
- 第5-2條：

有執行名義之債權人依民法第一百五十一條規定，自行拘束債務人之自由或押收其財產，而聲請法院處理者，依本法規定有關執行程序辦理之。

前項情形，如債權人尚未聲請強制執行者，視為強制執行之聲請。
- 第132-2條：

債權人依民法第一百五十一條規定拘束債務人自由，並聲請法院處理，經法院命為假扣押或假處分者，執行法院得依本法有關管收之規定，管收債務人或為其他限制自由之處分。
依《中華民國刑法》
- 第23條：

對於現在不法之侵害，而出於防衛自己或他人權利之行為，不罰。但防衛行為過當者，得減輕或免除其刑。
- 第24條：

因避免自己或他人生命、身體、自由、財產之緊急危難而出於不得已之行為，不罰。但避難行為過當者，得減輕或免除其刑。

前項關於避免自己危難之規定，於公務上或業務上有特別義務者，不適用之。   

## 腳註
1. ↑  受到不法侵害之時，為立刻阻止，而進行之行為，即為阻確違法
2. ↑  吳美然, 爭議行為民事與刑事免責之研究 （页面存档备份，存于）, 國立政治大學勞工研究所碩士論文, 2011
3. ↑  濟弱扶傾「高門檻」 民間籲修法律扶助法 （页面存档备份，存于）, 公視新聞, 2013/11/16
4. ↑  這裡指的就是雖違反法律，但法律又特別准許的情況

## 外部連結
- 中華民國刑法：全國法規資料庫
- 臺灣高等地方檢查署
- 勞工行為阻卻違法 中華民國國防部PDF檔[永久]
- Google圖書：法學行為 （页面存档备份，存于）